# Seven Corners (Virginie)
Seven Corners est une census-designated place située dans le comté de Fairfax, dans l’État de Virginie, aux États-Unis. Lors du recensement de 2020, elle comptait 9 131 habitants.